# Gran Turismo HD
Gran Turismo HD, titeln på ett bilspel till Playstation utvecklat av Polyphony Digital och Sony Computer Entertainment. Spelet släpptes i december 2006 och finns tillgänglig för gratis nerladdning för användare av Playstation 3. Spelet var ursprungligen avsett att släppas i form av ett vanligt spel men Polyphony valde att i stället släppa spelet i form av en kortare demo för att i stället satsa mer resurser på att utveckla uppföljaren Gran Turismo 5.
I PAL-regionen släpptes spelet i samband med lanseringen av Playstation 3 där den 23 mars 2007.